# Машинобудівний завод імені С. М. Кірова (Алма-Ата)
АТ «Машинобудівний завод імені С. М. Кірова » — великий машинобудівний завод в Алма-Аті (П. Я. №3868). Побудований у 1942 році на базі евакуйованого з-під Махачкали заводу № 182 (нині завод «Дагдизель»), що незадовго до цього об'єднався з евакуйованим з України токмакським заводом імені Кірова. У радянський час був одним з провідних дизелебудівних і торпедобудівних заводів СРСР. В даний час входить до складу національної компанії «Казахстан Інжиніринг», створеної в 2003 році.
Є єдиним виробником торпед з тепловими руховими установками, випускав, зокрема 650-мм торпеди типів 65-72 та 65-76. При взаємодії з іншими підприємствами колишнього СРСР, такими як ЦНДІ «Гідроприлад», НВО «Регіон», ЦНДІ «Мортеплотехника», ЦНДІ ім. Крилова, був освоєний випуск морських торпед 20 типів і модифікацій. Також ведеться випуск суднового гідравлічного обладнання та обладнання для нафтогазової та гірничодобувної галузей, лиття.

## Історія
На початку Великої Вітчизняної війни торпедобудівний завод № 182 в дагестанському селищі Двігательстрой був об'єднаний з евакуйованим із прифронтової смуги заводом імені Кірова з українського Токмака. Проте вже через рік, у середині літа 1942 року, Махачкала опинилася в прифронтовій смузі, і завод знову був змушений евакуюватися в Алма-Ату (частково також в Петропавловськ):
|  | На новому місці в Алма-Аті все довелося починати з нуля. Прибуле обладнання тимчасово розмістили в підвалах тютюнової фабрики, в кінотеатрі. Почали з будівництва цехів. Верстати й устаткування монтували одночасно зі зведенням стін. До виготовлення торпед приступили задовго до установки перекриттів і дахів. Навіть електроенергією себе забезпечувати довелося самим. На найближчій річці побудували каскад електростанцій. Турбіни спроектували і побудували самі. |

Тим не менш, до 1943 році виробництво було запущено, і алма-атинський завод приступив до випуску торпед 53-38У і 53-39.
З часом на заводі була створена унікальна виробнича база з випуску складної машинобудівної продукції — торпед з тепловими руховими установками. Виробництво створювалося за замкнутим технологічним циклом і охоплює всі види виробництва — від лиття до механічної обробки та складання.
Крім виготовлення торпед, заводом було освоєно виробництво виробів суднової гідравліки та автоматики, яка використовується практично на всіх надводних і підводних об'єктах.

## Сучасний стан
У 1990-ті роки з припиненням існування Радянського Союзу і організації Варшавського договору оборонні замовлення різко скоротилися. Завод почав освоювати цивільну продукцію, однак не припинив і випуск торпед і військового обладнання.
У березні 2003 року була створена національна компанія «Казахстан Інжиніринг», куди увійшов і завод ім. С. М. Кірова.
На 2008 рік на заводі працювало близько 600 чоловік (у 1960-х рр. приблизно 14 тисяч осіб). Майже 90% продукції має суто військове значення або має подвійне призначення, тобто може використовуватися як для потреб оборонних відомств, так і для цивільних потреб. На машинобудівну продукцію загальнопромислового призначення припадає 10 % виробленої продукції. зокрема, завод виконує доопрацювання торпеди 53-65 СЕ з метою підвищення її ефективності, надійності і терміну експлуатації.
Завод займає територію в 34 гектари, має більше 14 цехів, включаючи металообробні виробництва для точного лиття, лазерної термічної обробки, ковальсько-пресових робіт, гальванічних покриттів і ін

## Вироблена продукція
(На 2000-ті роки)
- Модернізація торпед 53-65КЭ
- Модернізація торпед 53-65К
- Відновлювальний ремонт виробу 53-65К з продовженням терміну служби
- Виробництво з/ч для середнього ремонту вир. 53-65К (КЕ)
- Агрегати гідравлічних систем
- Гідророзподільники
- Гідророзподільники для гідроінструментів
- Гідроциліндри
- Пневмонасоси
- Системи гідравлічні і насоси
- Гідроциліндри для автокранової техніки
- Гідроциліндри для бульдозерів
- Комплектуючі для нафтогазового комплексу
- Медтехніка
- Вироби для гірничодобувної промисловості
- Комплектуючі для залізничного транспорту
- Елемент судової гідравліки
- Освоєння виробництва бар'єрів "антитерор"
- Виробництво спеціальних сітчастих бар'єрів для НС

## Керівники
- Басенов Галі Тулеувич
- Ускенов Канат Камзеєвич (з жовтня 2009 року по 2015 р., за час керівництва, створено борг у 3 млрд. тенге і продано 15 Га території заводу[7])
- Кошенов Рашит Габдрахманович
- Мусабаєв Мурат Кожаханович

## Нагороди
- Орден Трудового Червоного Прапора — «За заслуги в створенні та освоєнні виробництва спеціальної техніки» (1978)
- Державна Премія СРСР (групі інженерно-технічних працівників ОКБ заводу і техвідділу філії заводу) — за розробку, освоєння у виробництві і серійну постачання на флот зразків спецтехніки (1982)

## Відомі працівники заводу
- Резчик Петро Харитонович - директор заводу
- Коренчук Валерій Дмитрович (нар. 1940) — фотограф, журналіст, кіносценарист[8]

## Адреса
- Республіка Казахстан, 050000, р. Алма-Ата, вул. Макатаєва, 127